# Вейнман, Иван Андреевич
Ива́н Андре́евич Ве́йнман, или Иоганн Антон Вейнман (нем. Johann Anton Weinmann, 23 декабря 1782 года — 5 августа 1858 года) — российский ботаник-флорист немецкого происхождения.
Член-корреспондент Санкт-Петербургской Академии наук (избран 21 декабря 1831).
С 1803 заведовал ботаническим садом в Дерпте, с 1823 — садом императрицы Марии Фёдоровны в Павловске.
Главнейшие из сочинений его:
- «Elenchus plantarum horti Imperialis Pawlowsciensis et agri Petropolitani» (Санкт-Петербург, 1824)
- «Hymeno et Gasteromycetes hujusque in imperio Rossico observatas recensuit…» (ib., 1836)
- «Enumeratio stirpium in agro Petropolitano sponte crescentium» (ib., 1837).